# بنك الرفاه لتمويل المشاريع الصغيرة (فلسطين)
بنك الرفاه لتمويل المشاريع الصغيرة (AMB) هو بنك تجاري فلسطيني سابق كان يقع مقره الرئيسي في رام الله، أُدمج مع البنك العربي للإستثمار في عام 2012 تحت مسمى البنك الوطني.
في عام 2005م تم تأسيس المصرف، أُنشئَ له خمس فروع أخرى: فرع في رام الله، نابلس، الخليل، دورا، بالإضافة لفرعه في جنين.

## الافتتاح
افتتح بنك الرفاه محافظ سلطة النقد الفلسطينية جورج العبد، ورئيس مجلس ادارة البنك طلال ناصر الدين، وشخصيات اقتصادية و رجال اعمال في مدينة رام الله بتاريخ 20 أبريل 2006. جاءت فكرة إنشاء البنك بمادرة من مجموعة من مؤسسات القطاع الخاص و منها شركات الإتصالات، و باديكو، وترست للتامين، وبيرزيت للإدوية ، ولوتس للاستثمار، و شاطئ غزة ، وبعض رجال الاعمال الفلسطينيين.

## الأهداف
يركز البنك على دعم المشاريع الصغيرة بقيمة تمويل لكل مشروع تصل الى 30 الف دولار. يقدم البنك خدمات التمويل والتوفير والإستثمار والتأمين للقطاعات الصغيرة، ويقدم الخدمات المصرفية التقليدية كالودائع والحوالات والخدمات المصرفية التجارية الأخرى.

## المساهمون
بلغ عدد المساهمون في بنك الرفاه أكثر من 18 ألف مساهم.

## رأس المال
بلغ راس مال بنك الرفاه 30 مليون دولار.

## إدراج أسهم بنك الرفاه
أدرجت أسهم بنك الرفاه في سوق فلسطين للأوراق المالية في 29 إبريل 2007 بحضور كل حسن أبو لبدة رئيس مجلس الإدارة والرئيس التنفيذي لسوق فلسطين للأوراق المالية، وجهاد الوزير نائب محافظ سلطة النقد الفلسطينية وعضو مجلس الإدارة في هيئة سوق رأس المال الفلسطينية، وطلال ناصر الدين رئيس مجلس إدارة بنك الرفاه.انظر ايضًا
- اقتصاد فلسطين
- بنك فلسطين